# Flynn Robinson
Flynn James Robinson (Elgin, Illinois, 28 de abril de 1941-Los Ángeles, California, 23 de mayo de 2013) fue un jugador de baloncesto estadounidense que disputó 7 temporadas en la NBA y una más en la ABA. Con 1,85 metros de altura, jugaba en la posición de base.

## Trayectoria deportiva

### Universidad
Comenzó su andadura universitaria en la Universidad de Southern Illinois, pero después de su primer año fue transferido a la Universidad de Wyoming, donde tras un año obligatoriamente inactivo por la transferencia, jugó 3 temporadas con los Cowboys. Allí promedió en total 26,3 puntos y 5,4 rebotes por partido, consiguiendo el récord de anotación histórico de la universidad, y siendo nombrado All-American en su última temporada.
En enero de 2005 fue elegido en el Equipo del Siglo de la Universidad de Wyoming al conmemorar los 100 años de baloncesto en la universidad.

### Profesional
Fue elegido en la 2ª ronda del Draft de la NBA de 1965, en el puesto 18, por Cincinnati Royals, equipo donde jugó un año. Nada más comenzar la temporada 1967-68 fue traspasado a Chicago Bulls, donde se consolidó en el puesto de titular, llegando a promediar 20,0 puntos en la 1969-69, mediada la cual fue de nuevo traspasado a Milwaukee Bucks. Allí jugó sus mejores partidos como profesional, siendo elegido en 1970 para disputar el All-Star Game. al acabar esa temporada, se vio envuelto en el fichaje más sonado del año, que llevaría a Oscar Robertson a los Bucks, y que enviaría al propio Robinson de vuelta a los Royals.
Tras una temporada irregular fue traspasado a Los Angeles Lakers, donde formaría parte de uno de los 10 mejores equipos de la historia de la NBA al lado de jugadores como Jerry West o wilt Chamberlain, ganando ese año el anillo de campeón, actuando como sexto hombre.
Nada más comenzada la temporada 1972-73 fue traspasado a Baltimore Bullets, donde jugaría su último año en la NBA. Al año siguiente ficharía por los San Diego Conquistadors de la ABA, en la que sería su última temporada como profesional.
En el total de su carrera deportiva promedió 14,0 puntos, 3,0 asistencias y 2,5 rebotes por encuentro.

## Estadísticas de su carrera en la NBA y la ABA
|  | Denota temporadas en las que ganó un campeonato de la NBA |
|  | Líder de la liga                                          |

### Temporada regular
| Año      | Equipo         | PJ  | MPP  | %TC  | %3P  | %TL  | RPP | APP | ROB | TPP | PPP  |
| -------- | -------------- | --- | ---- | ---- | ---- | ---- | --- | --- | --- | --- | ---- |
| 1966–67  | Cincinnati     | 76  | 15.0 | .457 | –    | .779 | 1.8 | 1.4 | –   | –   | 8.8  |
| 1967–68  | Cincinnati     | 2   | 8.0  | .300 | –    | .429 | 2.0 | 2.5 | –   | –   | 4.5  |
| 1967–68  | Chicago        | 73  | 27.8 | .441 | –    | .828 | 3.7 | 2.9 | –   | –   | 16.0 |
| 1968–69  | Chicago        | 18  | 30.6 | .423 | –    | .833 | 3.8 | 3.2 | –   | –   | 19.1 |
| 1968–69  | Milwaukee      | 65  | 31.8 | .436 | –    | .841 | 3.6 | 4.9 | –   | –   | 20.3 |
| 1969–70  | Milwaukee      | 81  | 34.1 | .477 | –    | .898 | 3.2 | 5.5 | –   | –   | 21.8 |
| 1970–71  | Cincinnati     | 71  | 19.3 | .458 | –    | .855 | 2.0 | 1.9 | –   | –   | 13.3 |
| 1971–72  | L.A. Lakers    | 64  | 15.7 | .490 | –    | .860 | 1.8 | 2.2 | –   | –   | 9.9  |
| 1972–73  | L.A. Lakers    | 6   | 7.8  | .500 | –    | .750 | 1.2 | 1.3 | –   | –   | 5.7  |
| 1972–73  | Baltimore      | 38  | 15.3 | .458 | –    | .839 | 1.4 | 2.0 | –   | –   | 6.9  |
| 1973–74  | San Diego(ABA) | 49  | 15.9 | .457 | .267 | .765 | 1.6 | 2.3 | .5  | .0  | 8.8  |
| Total    | Total          | 543 | 22.7 | .456 | .267 | .846 | 2.5 | 3.0 | .5  | .0  | 14.0 |
| All-Star | All-Star       | 1   | 8.0  | .750 | –    | –    | 1.0 | 2.0 | –   | –   | 6.0  |

### Playoffs
| Año   | Equipo      | PJ | MPP  | TC%  | TL%  | RPP | APP | PPP  |
| ----- | ----------- | -- | ---- | ---- | ---- | --- | --- | ---- |
| 1967  | Cincinnati  | 4  | 18.0 | .511 | .500 | 1.8 | 2.0 | 12.5 |
| 1968  | Cincinnati  | 5  | 36.0 | .429 | .708 | 2.0 | 2.6 | 20.2 |
| 1970  | Milwaukee   | 10 | 30.0 | .326 | .880 | 2.3 | 5.0 | 12.8 |
| 1972  | L.A. Lakers | 7  | 10.3 | .463 | .700 | 1.9 | .7  | 6.4  |
| 1973  | Baltimore   | 1  | 2.0  | .667 | –    | 1.0 | .0  | 4.0  |
| Total | Total       | 27 | 23.2 | .406 | .795 | 2.0 | 2.8 | 12.1 |

## Logros personales
- All Star en 1970.
- Mejor porcentaje de tiros libres de la NBA en 1970 (89,8%).